# .design
.design – internetowa domena najwyższego poziomu, przeznaczona dla serwisów związanych tematycznie z projektowaniem graficznym. Domena została zatwierdzona przez ICANN 7 listopada 2014 roku. Dodana do serwerów głównych w maju 2015 roku.